# Undisputed II: Last Man Standing
Undisputed II: Last Man Standing es la segunda entrega de la saga iniciada por la película Undisputed. La película está está dirigida por Isaac Florentine y protagonizada por Michael Jai White, Scott Adkins y Eli Danker.

## Argumento
Han pasado muchos años desde que George "Iceman" Chambers (Michael Jai White) fuera derrotado por Monroe Hutchen en una pelea extraoficial mientras cumplía condena en prisión; tal como fue el acuerdo con la mafia, Chambers fue liberado y mantuvo su título siendo oficialmente considerado invicto, pero tras el paso del tiempo su gloria quedó atrás y ahora es solo un nombre del pasado sin fama ni dinero.
En Rusia la mafia, dirigida por un hombre llamado Gaga, organiza peleas ilegales en las cárceles siendo su principal atracción un feroz y sanguinario peleador llamado Yuri Boyka quien se jacta de ser "el luchador más completo del mundo" y tiene actualmente el invicto en los torneos ilegales, sin embargo las apuestas van en descenso ya que sin un verdadero desafío, Boyka gana siempre sin dificultades.
Chambers llega a San Petersburgo, Rusia, a grabar un comercial de vodka ya que es el único lugar donde aún lo recuerdan y puede aún hacer algo de dinero. Tras su regreso al hotel sorprende a unos hombres en su habitación y se enzarza en una pelea donde los hace huir aunque logran dejarlo inconsciente; tras denunciar el asalto, la policía revisa y encuentra droga en las pertenencias de Chambers. A pesar de que insiste en que los agresores la plantaron, es declarado culpable y llevado a la Cárcel de Máxima Seguridad de Chornya Cholmi en Rusia. Ahí Chambers conoce a Stevie (Ben Cross), un recluso adicto a la heroína quien es designado como su compañero de celda.
Boyka piensa que su reputación como el luchador Más Completo del Mundo, se vería afectada por la presencia del Ex-Campeón Mundial de Peso Pesado. Mientras están en el comedor, los dos se dirigen la palabra por primera vez: Chambers se burla del nombre de Boyka, mientras que este reconoce a Chambers como un gran campeón de los pesos pesados, pero que después de tanto tiempo ya no era nada mientras que Boyka era el campeón actual; Chambers le interrumpe lanzándole agua (con un escupitajo) en la cara y Boyka decide demostrarle sus capacidades físicas antes de ir por él (rompe un banco de madera de una sola patada con la espinilla y sin hacerse ningún daño), pero los guardias de prisión intervienen antes de que Boyka y Chambers lleguen a encajarse golpes.
Pasa el tiempo, y Chambers oye hablar sobre el mafioso que controla cada movimiento de la prisión, Gaga (Mark Ivanir). Mientras tanto, Chambers defiende a Stevie de los esbirros de Boyka y Boyka y él vuelven a tener otra pelea (Boyka inicialmente le había desafiado a luchar con él en el ring, pero Chambers lo veía como una tontería ya que podían solucionarlo en ese momento) nuevamente interrumpida por los guardias. Boyka tiene una nueva pelea con un luchador llamado Alex (un luchador experto en Muay Thai) al que Boyka derrota muy fácilmente pero a la vez lentamente (para desahogar el odio que sentía hacia Chambers), entonces una vez que Alex es derrotado Boyka señala a Chambers retándole nuevamente a luchar con él.
Entonces, Markov habla con Chambers y le ofrece la libertad a cambio de que pelee con Boyka, pero Chambers se niega, por lo que es puesto a recoger los deshechos de la prisión con una pala. Nikolai, un anciano inválido apodado "Crott" (el topo), decide ayudarle a hacer su vida mejor por lo que le proporciona unos guantes y una mascarilla. Sin embargo, los esbirros de Boyka esperan a Chambers en los vertederos para aporrearlo, pero Chambers (con la ayuda de Crott) los derrota sin ningún problema. Los guardias de la prisión ven lo sucedido y meten a Chambers en el "Agujero" (una celda con aguas residuales), pero Nikolai le da en secreto comida a Chambers y medicina para resistir. Chambers le dice que está convencido de que saldrá de la cárcel, pero Crott le desmiente: "Nunca te dejarán salir de aquí".
Más tarde, Chambers es sacado del "Agujero" y conoce al mismísimo Gaga, éste le vuelve a ofrecer la libertad a cambio de que pelee con Boyka y revela que Phil (el mánager de Chambers y encargado de conseguir su libertad) fue quien lo vendió a Gaga para ser inculpado y encarcelado. Resignado, Chambers acepta la pelea con Stevie como su ayudante de esquina. Mientras que Chambers entrena Boxeo, Boyka entrena todas sus artes marciales: Judo, Jiujitsu, Kickboxing, Wushu y Taekwondo. 
El día del enfrentamiento Stevie, amenazado por los secuaces de Boyka, cambia el agua de Chambers por una que contenía una droga. Al iniciar la pelea Boyka señala que solo usará sus puños para derrotar a Chamber en su propio juego; para su desgracia, el americano demuestra ser superior y lo manda a la lona en el primer asalto, viéndose el ruso obligado a pelear en serio a partir de ese punto. En el segundo asalto Chambers, producto de la droga, se vuelve tambaleante y errático en sus movimientos, por lo que Boyka solo necesitó unos certeros golpes para resultar ganador. 
Chambers despierta en enfermería y se entera del cambio del agua por Crott y tras buscar a Stevie, descubre que se ha suicidado por el remordimiento. Chambers, furioso por la muerte de Stevie y el juego sucio encara a Boyka y le reprocha necesitar hacer trampa para ganar. Cuando el alcaide intenta amenazarlo, Chambers lo golpea, siendo atado a la torre de agua en el patio en medio de la nieve por un día y una noche sin abrigo.
Por su parte, Boyka interroga a sus compañeros sobre la trampa y cuando confiesan los asesina, humillado de haber ganado en esas condiciones tras haber entrenado toda su vida para ser el luchador perfecto. Mientras tanto, un grupo de presos desobedece al alcaide abrigando y alimentando a Chambers ya que se ha ganado su simpatía tras golpearlo; este al enterarse exige a los responsables, pero el precinto entero se adjudica la responsabilidad, por lo que deja a todos los presos a intemperie en medio de la nieve.
Mientras tanto Phil amenaza a Gaga antes de abandonar a Chambers y volver solo a Norteamérica, exigiendo más dinero del que negociaron a cambio de callar lo que realmente sucedió, aunque Gaga acepta esto, mientras Phil se retira, una asesina de Gaga lo intercepta, mata y recupera el dinero.
Cuando Gaga se entera del castigo a Chambers se molesta con el alcaide y ordena que sea liberado, tras citarse con él le pide una revancha limpia contra Boyka, con las mismas condiciones de la anterior pelea, que si gana Chambers, obtendría su libertad, Chambers acepta a cambio que se le asegure el bienestar de los reclusos y se les de ropa adecuada para el frío.
Tras este gesto, Crott comprende que Chambers ya no es el sujeto desagradable e individualista que entró, por lo que decide entrenarlo para que pueda enfrentar en igualdad de condiciones el poder de las piernas de Boyka. Es así como el anciano le explica que en su juventud fue un soldado sanguinario con entrenamiento élite, que está recluso al estilo soviético, hasta su muerte ya que aceptó la culpa de un robo cometido por su hermano y tras estar preso mató a un guardia que intentó torturarlo, por lo que recibió un disparo en la columna en el consecuente intento de fuga, a pesar de que ha aceptado esto como su destino, reconoce que solo lamenta no haber conocido a su sobrina, quien nació cuando él fue arrestado. Nikolai le enseña a Chambers como hacerle frente a Boyka, no solo usando sus puños, sino también sus piernas y especialmente a valerse de llaves para anularlo (Sambo). 
El día del enfrentamiento, durante el primer y segundo asalto, ambos luchadores quedan empatados; pero en el descanso, Nikolai lo motiva a darlo todo para recuperar su libertad; acto seguido, George usa las nuevas técnicas abrumando a Boyka. En la parte final, ambos caen al suelo, por lo que Chambers le hace presión a la rodilla de Boyka utilizando una técnica previamente aprendida de Crott, y usando todas sus fuerzas rompe la articulación y da por finalizada la pelea.
Chambers se retira sin mirar atrás, donde Boyka sufre por la rodilla destrozada. Gaga le entrega su parte de las ganancias por haber ganado la pelea y le pide disculpas por lo mal que la pasó en prisión. Antes de irse, Chambers encara al alcaide y con el dinero obtenido compra la libertad de Nikolai, a quien después lleva a la estación de trenes, revelando que lo espera la sobrina de éste. Tras el encuentro entre estos dos, Chambers se da vuelta y camina con rumbo desconocido.

## Reparto
- Michael Jai White es George Chambers.
- Scott Adkins es Yuri Boyka.
- Mark Ivanir es Gaga.
- Ken Lerner es Phil.
- Valentin Ganeff es Markov.
- Ben Cross es Stevie.
- Eli Danker es Viejo (Nikolai).

- Datos: Q1078365